# Rüdiger Stolze
Rüdiger Stolze (* 16. Mai  1939 in Zwiesel; † 24. Februar 2015 in München) war ein deutscher Hörfunkjournalist und -moderator.

## Leben
Rüdiger Stolze wurde als Sohn eines Drogisten geboren. Nach dem Abitur, das er am Deggendorfer Comenius-Gymnasium ablegte, studierte er in München Germanistik und Journalistik. 1962 kam Stolze zum Bayerischen Rundfunk, für den er bis 2002 tätig war. Hier war er für die Entwicklung des Jugendfunks zuständig, er konzipierte eine „City-Welle“ und initiierte als Leiter der Regionalredaktion München/Oberbayern das Münchner Mittagsmagazin. Als Programmchef von Bayern 3, den er von 1992 bis 1997 leitete, war er für die Reform des Senders zuständig, zudem arbeitete er auch als Moderator, so z. B. in der Sendung Club 16. Zuletzt hatte er die Leitung der Abteilung „Innovative Programmentwicklung“ inne. Stolze war darüber hinaus 1990 Gründungsmitglied des Münchner Presse Golf Club e. V.
Rüdiger Stolze starb 75-jährig in München und wurde auf dem dortigen Westfriedhof beigesetzt.